# Suite inglesa n.º 3, BWV 808
La Suite inglesa n.º 3, BWV 808 en sol, es una pieza musical de Johann Sebastian Bach para clavecín.

## Movimientos
Está dotada de siete movimientos:
1. Preludio
2. Alemanda
3. Courante
4. Sarabanda
5. Gavota I
6. Gavota II
7. Giga